# 赤嶺亮
赤嶺 亮（あかみね りょう、1986年8月13日 -）は、地方競馬の大井競馬場赤嶺本浩厩舎に所属していた元騎手で現在は調教師である。地方競馬教養センター騎手課程第82期生。赤嶺本浩調教師は元騎手で実父。

## 来歴
2005年9月29日付けで地方競馬騎手免許を取得。同年10月30日大井競馬第3競走C3五組六組条件戦ハネダシーサーで初騎乗（12頭立て4着）。同日大井競馬第4競走C3五組六組条件戦を2番人気エイチエヌキングで勝利し、2戦目で初勝利。
2007年3月21日、高知競馬場で行われた第21回全日本新人王争覇戦に出場（12頭立て5着）。
2019年3月14日、2019年度の調教師試験に合格したことが発表され、同年4月1日から調教師となる。
地方通算成績は2215戦109勝・2着138回・3着130回・勝率4.9%・連対率11.2%（2011年12月31日現在）